# Nazionale maschile di calcio di Barbados
La nazionale di calcio di Barbados è la rappresentativa nazionale calcistica dell'omonima isola caraibica, posta sotto l'egida della Barbados Football Association ed affiliata alla CONCACAF.
La squadra non ha mai raggiunto la qualificazione per i più prestigiosi tornei internazionali, tuttavia ha disputato otto edizioni della Coppa dei Caraibi, classificandosi al secondo posto in casa nel 1985.
Nell'ambito del ranking FIFA, il miglior piazzamento è stato il 92º posto nell'ottobre 2009.

## Partecipazioni ai tornei internazionali
Legenda: Grassetto: Risultato migliore, Corsivo: Mancate partecipazioni

### Campionato CONCACAF
La nazionale di Barbados non ha mai partecipato al Campionato CONCACAF, l'antenato della Gold Cup, pur avendo tentato la via delle qualificazioni senza successo nel 1977.

### Coppa dei Caraibi
I Bajan Tridents hanno disputato otto edizioni della Coppa dei Caraibi, centrando come miglior risultato un secondo posto durante la rassegna casalinga del 1985.

## Statistiche dettagliate sui tornei internazionali

### Mondiali
| Anno | Luogo                          | Piazzamento                         | V | N | P | Gol |
| ---- | ------------------------------ | ----------------------------------- | - | - | - | --- |
| 1930 | Uruguay                        | Non partecipante                    | - | - | - | -   |
| 1934 | Italia                         | Non partecipante                    | - | - | - | -   |
| 1938 | Francia                        | Non partecipante                    | - | - | - | -   |
| 1950 | Brasile                        | Non partecipante                    | - | - | - | -   |
| 1954 | Svizzera                       | Non partecipante                    | - | - | - | -   |
| 1958 | Svezia                         | Non partecipante                    | - | - | - | -   |
| 1962 | Cile                           | Non partecipante                    | - | - | - | -   |
| 1966 | Inghilterra                    | Non partecipante                    | - | - | - | -   |
| 1970 | Messico                        | Non partecipante                    | - | - | - | -   |
| 1974 | Germania Ovest                 | Non partecipante                    | - | - | - | -   |
| 1978 | Argentina                      | Non qualificata                     | - | - | - | -   |
| 1982 | Spagna                         | Non partecipante                    | - | - | - | -   |
| 1986 | Messico                        | Ritirata prima delle qualificazioni | - | - | - | -   |
| 1990 | Italia                         | Non partecipante                    | - | - | - | -   |
| 1994 | Stati Uniti                    | Non qualificata                     | - | - | - | -   |
| 1998 | Francia                        | Non qualificata                     | - | - | - | -   |
| 2002 | Giappone / Corea del Sud       | Non qualificata                     | - | - | - | -   |
| 2006 | Germania                       | Non qualificata                     | - | - | - | -   |
| 2010 | Sudafrica                      | Non qualificata                     | - | - | - | -   |
| 2014 | Brasile                        | Non qualificata                     | - | - | - | -   |
| 2018 | Russia                         | Squalificata                        | - | - | - | -   |
| 2022 | Qatar                          | Non qualificata                     | - | - | - | -   |
| 2026 | Canada / Stati Uniti / Messico | Non qualificata                     | - | - | - | -   |

### Campionato CONCACAF/Gold Cup
| Anno | Luogo                               | Piazzamento                         | V | N | P | Gol |
| ---- | ----------------------------------- | ----------------------------------- | - | - | - | --- |
| 1963 | El Salvador                         | Non partecipante                    | - | - | - | -   |
| 1965 | Guatemala                           | Non partecipante                    | - | - | - | -   |
| 1967 | Honduras                            | Non partecipante                    | - | - | - | -   |
| 1969 | Costa Rica                          | Non partecipante                    | - | - | - | -   |
| 1971 | Trinidad e Tobago                   | Non partecipante                    | - | - | - | -   |
| 1973 | Haiti                               | Non partecipante                    | - | - | - | -   |
| 1977 | Messico                             | Non qualificata                     | - | - | - | -   |
| 1981 | Honduras                            | Non partecipante                    | - | - | - | -   |
| 1985 | Itinerante                          | Ritirata prima delle qualificazioni | - | - | - | -   |
| 1989 | Itinerante                          | Non partecipante                    | - | - | - | -   |
| 1991 | Stati Uniti                         | Non partecipante                    | - | - | - | -   |
| 1993 | Stati Uniti / Messico               | Non qualificata                     | - | - | - | -   |
| 1996 | Stati Uniti                         | Non qualificata                     | - | - | - | -   |
| 1998 | Stati Uniti                         | Non qualificata                     | - | - | - | -   |
| 2000 | Stati Uniti                         | Non qualificata                     | - | - | - | -   |
| 2002 | Stati Uniti                         | Non qualificata                     | - | - | - | -   |
| 2003 | Stati Uniti / Messico               | Non qualificata                     | - | - | - | -   |
| 2005 | Stati Uniti                         | Non qualificata                     | - | - | - | -   |
| 2007 | Stati Uniti                         | Non qualificata                     | - | - | - | -   |
| 2009 | Stati Uniti                         | Non qualificata                     | - | - | - | -   |
| 2011 | Stati Uniti                         | Non qualificata                     | - | - | - | -   |
| 2013 | Stati Uniti                         | Non qualificata                     | - | - | - | -   |
| 2015 | Stati Uniti / Canada                | Non qualificata                     | - | - | - | -   |
| 2017 | Stati Uniti                         | Non qualificata                     | - | - | - | -   |
| 2019 | Stati Uniti / Costa Rica / Giamaica | Non qualificata                     | - | - | - | -   |
| 2021 | Stati Uniti                         | Non qualificata                     | - | - | - | -   |
| 2023 | Stati Uniti / Canada                | Non qualificata                     | - | - | - | -   |

### Olimpiadi
| Anno | Luogo   | Piazzamento      | V | N | P | Gol |
| ---- | ------- | ---------------- | - | - | - | --- |
| 1936 | Berlino | Non partecipante | - | - | - | -   |
| 1948 | Londra  | Non partecipante | - | - | - | -   |

- Nota bene: per le informazioni sui risultati ai Giochi olimpici nelle edizioni successive al 1948 visionare la pagina della nazionale olimpica.

### Confederations Cup
| Anno | Luogo                    | Piazzamento     | V | N | P | Gol |
| ---- | ------------------------ | --------------- | - | - | - | --- |
| 1992 | Arabia Saudita           | Non invitata    | - | - | - | -   |
| 1995 | Arabia Saudita           | Non invitata    | - | - | - | -   |
| 1997 | Arabia Saudita           | Non qualificata | - | - | - | -   |
| 1999 | Messico                  | Non qualificata | - | - | - | -   |
| 2001 | Corea del Sud / Giappone | Non qualificata | - | - | - | -   |
| 2003 | Francia                  | Non qualificata | - | - | - | -   |
| 2005 | Germania                 | Non qualificata | - | - | - | -   |
| 2009 | Sudafrica                | Non qualificata | - | - | - | -   |
| 2013 | Brasile                  | Non qualificata | - | - | - | -   |
| 2017 | Russia                   | Non qualificata | - | - | - | -   |

### Coppa dei Caraibi
| Anno | Luogo                                   | Piazzamento      | V | N | P | Gol  |
| ---- | --------------------------------------- | ---------------- | - | - | - | ---- |
| 1978 | Trinidad e Tobago                       | Non partecipante | - | - | - | -    |
| 1979 | Suriname                                | Non partecipante | - | - | - | -    |
| 1981 | Porto Rico                              | Non qualificata  | - | - | - | -    |
| 1983 | Guyana francese                         | Non qualificata  | - | - | - | -    |
| 1985 | Barbados                                | Secondo posto    | 0 | 3 | 0 | 2:2  |
| 1988 | Martinica                               | Non qualificata  | - | - | - | -    |
| 1989 | Barbados                                | Primo turno      | 1 | 0 | 1 | 1:3  |
| 1990 | Trinidad e Tobago                       | Non terminata    | 1 | 1 | 0 | 5:4  |
| 1991 | Giamaica                                | Non partecipante | - | - | - | -    |
| 1992 | Trinidad e Tobago                       | Non qualificata  | - | - | - | -    |
| 1993 | Giamaica                                | Non qualificata  | - | - | - | -    |
| 1994 | Trinidad e Tobago                       | Primo turno      | 0 | 2 | 1 | 3:5  |
| 1995 | Isole Cayman / Giamaica                 | Non qualificata  | - | - | - | -    |
| 1996 | Trinidad e Tobago                       | Non qualificata  | - | - | - | -    |
| 1997 | Antigua e Barbuda / Saint Kitts e Nevis | Non qualificata  | - | - | - | -    |
| 1998 | Giamaica / Trinidad e Tobago            | Non qualificata  | - | - | - | -    |
| 1999 | Trinidad e Tobago                       | Non qualificata  | - | - | - | -    |
| 2001 | Trinidad e Tobago                       | Primo turno      | 0 | 0 | 3 | 2:10 |
| 2005 | Barbados                                | Quarto posto     | 0 | 0 | 3 | 2:7  |
| 2007 | Trinidad e Tobago                       | Primo turno      | 0 | 1 | 2 | 3:6  |
| 2008 | Giamaica                                | Primo turno      | 0 | 0 | 3 | 4:8  |
| 2010 | Martinica                               | Non qualificata  | - | - | - | -    |
| 2012 | Antigua e Barbuda                       | Non qualificata  | - | - | - | -    |
| 2014 | Giamaica                                | Non qualificata  | - | - | - | -    |
| 2017 | Martinica                               | Non qualificata  | - | - | - | -    |

## Rosa attuale
Lista dei giocatori convocati per le partite valevoli per le qualificazioni ai mondiali 2022.
| 1  | P | Kishmar Primus     | 9 aprile 1998     | 18 | 0 | Barbados Defence Force |  |  |
| 18 | P | Liam Brathwaite    | 6 novembre 2000   | 1  | 0 | UWI                    |  |  |
| 21 | P | Nashton Browne     | 12 aprile 2001    | 0  | 0 | Paradise               |  |  |
|    |   |                    |                   |    |   |                        |  |  |
| 2  | D | Andre Applewhaite  | 3 giugno 2002     | 1  | 0 | Weymouth Wales         |  |  |
| 3  | D | Krystian Pearce    | 5 gennaio 1990    | 4  | 0 | Boreham Wood           |  |  |
| 4  | D | Rashad Smith       | 31 luglio 1996    | 12 | 0 | Barbados Defence Force |  |  |
| 5  | D | Carl Hinkson       | 14 aprile 1997    | 8  | 0 | SIUE Cougars           |  |  |
|    |   |                    |                   |    |   |                        |  |  |
| 6  | C | Jomo Harris        | 15 febbraio 1995  | 32 | 2 | Paradise               |  |  |
| 8  | C | Mario Williams     | 19 agosto 1992    | 32 | 0 | Weymouth Wales         |  |  |
| 10 | C | Hadan Holligan     | 11 settembre 1996 | 42 | 4 | Weymouth Wales         |  |  |
| 11 | C | Emile Saimovici    | 10 aprile 1993    | 2  | 1 |                        |  |  |
| 16 | C | Ackeel Applewhaite | 17 luglio 1999    | 26 | 1 | Paradise FC            |  |  |
| 17 | C | Akeem Hill         | 1º novembre 1996  | 24 | 1 | Barbados Defence Force |  |  |
| 20 | C | Niall Reid-Stephen | 8 settembre 2001  | 4  | 0 | UWI                    |  |  |
| 22 | C | Jamol Williams     | 20 aprile 2003    | 1  | 0 | Saint Andrew Lions     |  |  |
|    |   |                    |                   |    |   |                        |  |  |
| 7  | A | Omani Leacock      | 1º maggio 1998    | 14 | 2 | Barbados Defence Force |  |  |
| 9  | A | Hallam Hope        | 17 marzo 1994     | 6  | 4 | Swindon Town           |  |  |
| 13 | A | Romario Drakes     | 31 dicembre 2000  | 1  | 0 | Youth Milan            |  |  |
| 14 | A | Thierry Gale       | 1º maggio 2002    | 6  | 1 | Honvéd                 |  |  |
| 19 | A | Keon Atkins        |                   | 2  | 0 | Deacons                |  |  |
| 23 | A | Antone Greaves     | 4 dicembre 1999   | 2  | 0 | Weymouth Wales         |  |  |